# Hanseatic inspiration
Die Hanseatic inspiration (Eigenschreibweise: HANSEATIC inspiration) ist ein Kreuzfahrtschiff von Hapag-Lloyd Cruises. Sie ist das zweite von insgesamt drei Schiffen der von der Reederei so bezeichneten Expeditionsklasse.

## Allgemeines

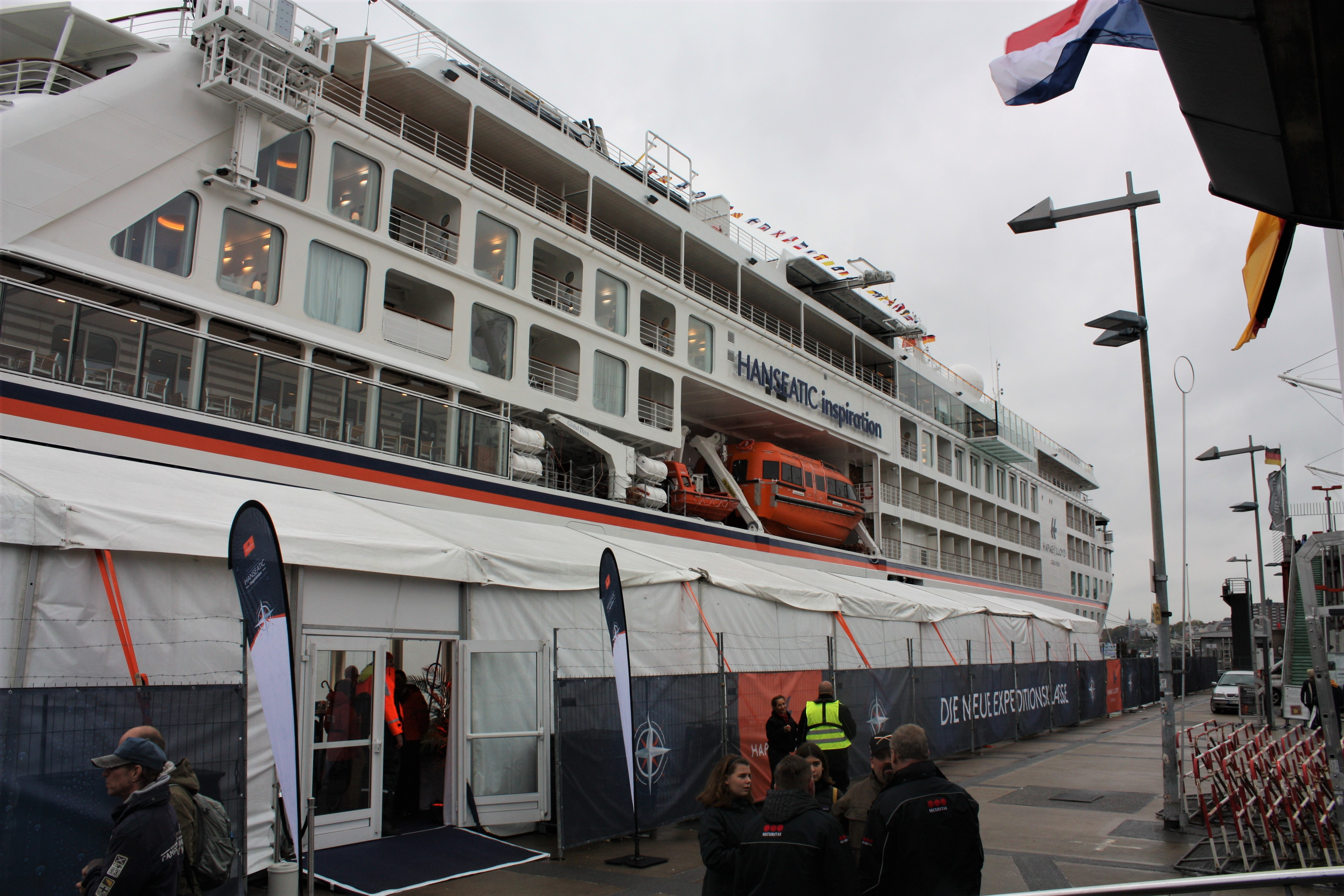
Zur Indienststellung und Taufe an der Hamburger Überseebrücke

Im Mai 2016 wurde mit der Vard-Gruppe die Absicht über den Bau von zwei Schiffen für Expeditionsreisen vereinbart. Am 16. August 2016 wurde die Hanseatic inspiration dann, zusammen mit ihrem Schwesterschiff Hanseatic nature, in Auftrag gegeben.
Der Bau des Schiffes mit der Baunummer 871 begann am 5. Oktober 2017 bei Vard Tulcea im rumänischen Tulcea. Am 19. Oktober folgte die Kiellegung. Am 9. Februar 2019 wurde die Hanseatic inspiration mit einem Schiffslift zu Wasser gelassen. Unmittelbar danach wurde das Schiff zur Fertigstellung mit dem Schlepper Diavlos Force zu Vard Langsten im norwegischen Tomrefjord geschleppt. Am 1. Oktober 2019 wurde das Schiff abgeliefert.
Am 11. Oktober 2019 wurde die Hanseatic inspiration an der Hamburger Überseebrücke von der Seglerin Laura Dekker getauft und von der Reederei in Dienst gestellt. Anschließend wurde das Schiff nach Antwerpen verlegt und startete von dort zur Jungfernfahrt.

## Ausstattung
Die Einrichtungen der Hanseatic inspiration werden für bis zu 230 Passagiere ausgelegt und verteilen sich über sieben Decks:
- Deck 3: Bordhospital und eine „Marina“ für die „Zodiacs“
- Deck 4: Restaurants, Boutique, Multifunktionsraum / Lounge für Vorträge und Unterhaltungsveranstaltungen, sowie Kabinen (u. a. barrierefreie Kabinen)
- Deck 5: Bistro-Restaurant und Kabinen
- Deck 6: Suiten, Kabinen, zwei Tenderboote und ein begehbares Vorschiff
- Deck 7: Suiten, Kabinen und Kommandobrücke
- Deck 8: Wellness-Bereich, Sonnendeck mit Pool, eine Beobachtungslounge und zwei ausfahrbare gläserne Balkons
- Deck 9: Sonnendeck